# Al Wajh
Al Wajh (en arabe : الوجه) est une ville côtière dans le nord de l'Arabie saoudite, sur la côte de la mer Rouge, dans la province de Tabuk, à environ 160 km SE du port de Douba et à 170 NO de celui de Umm Lajj, qui a également une zone naturelle protégée.

## Population
Al Wajh est une ville relativement petite, dont la population est essentiellement issue des tribus Al Belawi, Al Huety, Al Johanin, Al Harby.

## Activités
L'activité principale est la pêche. 

## Climat
Al Wajh est réputée pour son climat tempéré constant.

## Géographie
Une route relie la ville à la capitale provinciale, Tabuk.

## Transports
Al Wajh possède son aéroport : l'Aéroport d'Al Wajh.

## Histoire
Lawrence d'Arabie prend la ville en janvier 1917, pendant la Grande révolte arabe de 1916-1918. Le port, à mi-chemin d'Aqaba, sert ensuite de principale base pour Faiçal, dans la campagne contre les Ottomans.